# Ботфалва
Ботфалва — село в Холмківській сільській громаді, в Ужгородському районі Закарпатської області, Україні. Населення становить 620 осіб (станом на 2021 рік). Село розташоване на заході Ужгородського району, за 4,4 кілометра від м.Ужгород.

## Назва
Колишні назви населеного пункту — село «Малі Тарновці» та «Прикордонне». Назва «Батфалва» (угор. Botfalva) з'явилась з 1498 року  від імені власника Буда (Бода) та угорської частини «фолу», що означає «село».

## Герб
У лазуровому щиті золота яблунева гілка в стовп із зеленим листям і червоними плодами, що супроводжується знизу срібним колісним плугом, що супроводжується зверху срібним перекинутим півмісяцем з людським обличчям, а знизу - золотою шестикутною зіркою.

## Географія
Село Ботфалва лежить за 4,4 км на південний захід від районного центру, фізична відстань до Києва — 617,6 км.
| Клімат Ботфалви         | Клімат Ботфалви | Клімат Ботфалви | Клімат Ботфалви | Клімат Ботфалви | Клімат Ботфалви | Клімат Ботфалви | Клімат Ботфалви | Клімат Ботфалви | Клімат Ботфалви | Клімат Ботфалви | Клімат Ботфалви | Клімат Ботфалви | Клімат Ботфалви |
| Показник                | Січ.            | Лют.            | Бер.            | Квіт.           | Трав.           | Черв.           | Лип.            | Серп.           | Вер.            | Жовт.           | Лист.           | Груд.           | Рік             |
| Середній максимум, °C   | 0,8             | 3,2             | 9,2             | 16,1            | 21,3            | 24,2            | 26,1            | 25,5            | 21,3            | 15,5            | 8,1             | 3,1             | 14,5            |
| Середня температура, °C | −2,6            | −0,4            | 4,6             | 10,6            | 15,5            | 18,5            | 20,2            | 19,6            | 15,7            | 10,3            | 4,8             | 0,3             | 9,8             |
| Середній мінімум, °C    | −5,9            | −4              | 0,0             | 5,1             | 9,7             | 12,9            | 14,4            | 13,8            | 10,1            | 5,1             | 1,5             | −2,5            | 5,0             |
| Норма опадів, мм        | 50              | 42              | 42              | 46              | 69              | 85              | 79              | 70              | 53              | 48              | 52              | 62              | 698             |
| ----------------------- | --------------- | --------------- | --------------- | --------------- | --------------- | --------------- | --------------- | --------------- | --------------- | --------------- | --------------- | --------------- | --------------- |
| Джерело:                |                 |                 |                 |                 |                 |                 |                 |                 |                 |                 |                 |                 |                 |

## Історія
Перша згадка про село, тоді ще Малі Тарновці (угор. Kistarnócz), датується 1324 роком — король Карл Роберт дарує його родині Bodfalvi, Bod (або Бот), згодом назване на честь родини Бод.
Наступна згадка датується 1427 роком — у податковому реєстрі село вказане у власності сімей Доцу (Дацьо) і Драгфі. Нащадками роду Дацьо, починаючи з XVI століття, у селі стали родини угор. Possayak, угор. Odvaryak, угор. Kincsyek
У 1567 році переписувачі знайшли лише 6 залежних господарств, що свідчить про те, що інші померли від чуми. У 1599 році село складається з 19 будинків. 
До 1945 року із села існувала дорога до словацького села Лекаровце біля стовпа №323, зараз її закрито колючим дротом радянських часів.

## Політика

### Парламентські вибори, 2019
На позачергових парламентських виборах 2019 року у селі функціонувала окрема виборча дільниця № 210609, розташована у приміщенні колишнього клубу.
Результати
- зареєстровано 470 виборців, явка 41,91%, найбільше голосів віддано за «Слугу народу» — 40,43%, за «Опозиційну платформу — За життя» — 15,43%, за Всеукраїнське об'єднання «Батьківщина» — 11,70%.[8] В одномандатному окрузі найбільше голосів отримав Йосип Борто (самовисування) — 46,15%, за Андрія Андріїва (самовисування) — 15,38%, за Роберта Горвата (самовисування) — 10,26%[9].

## Населення
Станом на 1989 рік у селі проживало 607 осіб, серед них — 295 чоловіків і 312 жінок.
За даними перепису населення 2001 року у селі проживало 579 осіб. Рідною мовою назвали:
| Мова        | Кількість осіб | Відсоток |
| ----------- | -------------- | -------- |
| угорська    | 382            | 65,98 %  |
| українська  | 188            | 32,47 %  |
| «русинська» | 1              | 0,17 %   |
| словацька   | 4              | 0,69 %   |
| російська   | 3              | 0,52 %   |
| циганська   | 1              | 0,17 %   |
| інші        | 1              | 0,17 %   |

## Відомі уродженці
- Карл Деван[hu] (1807—1889) — лікар, королівський викладач, директор національної лікарні у Братиславі;
- Ендре Корлат (1881—1946) — керівник комітату Унг, засновник міської комерційної школи (1913);
- Бела Генч (1899—?) — єпископ.